# Furnace Creek
Furnace Creek est une localité administrative et statistique située dans le comté d'Inyo, dans le sud-est de la Californie, aux États-Unis, qui se trouve à 58 m au-dessous du niveau de la mer dans la vallée de la Mort. Elle est notamment connue pour avoir enregistré la température la plus élevée – mesurée par l'Homme – à la surface de la Terre, avec 56,7 °C en 1913.
En 2010, la population y était de 24 habitants selon le Bureau du recensement des États-Unis. La localité abrite le centre administratif du parc national de la vallée de la Mort. Elle offre aussi une station d'essence Chevron, un office de tourisme, un parcours de golf 18 trous, deux hôtels, un supermarché, deux restaurants, un bar, plusieurs terrains de camping et un aérodrome.

## Démographie
| Groupe            | Furnace Creek | Californie | États-Unis |
| ----------------- | ------------- | ---------- | ---------- |
| Amérindiens       | 66,7          | 1,0        | 0,9        |
| Blancs            | 25,0          | 57,6       | 72,4       |
| Métis             | 8,3           | 4,9        | 2,9        |
| Autres            | 0             | 36,5       | 23,8       |
| Total             | 100           | 100        | 100        |
|                   |               |            |            |
| Latino-Américains | 0             | 37,6       | 16,7       |

En 2010, la population amérindienne est composée de Shoshones (60 % de la population) et de Cris (8%).
Selon l'American Community Survey, pour la période 2011-2015, 85,03 % de la population âgée de plus de cinq ans déclare parler l'anglais à la maison, 13,37 % déclare parler l'espagnol et 1,60 % le shoshone.
| 2000 | 2010 | - | - | - | - |
| ---- | ---- | - | - | - | - |
| 31   | 24   | - | - | - | - |

## Climat
Le climat de Furnace Creek est continental désertique. La localité détient le record mondial de température la plus élevée jamais enregistrée à la surface du globe, avec 56,7 °C, le 10 juillet 1913. Le 13 septembre 2012, l'Organisation météorologique mondiale a invalidé le précédent record de 57,7 °C enregistré le 13 septembre 1922 à El Azizia en Libye,.
En plein été, le mercure avoisine régulièrement les 50 °C l'après-midi. La nuit, le mercure ne descend jamais sous les 25 °C. Les hivers sont froids la nuit et doux la journée.
La température du sol exposé au rayonnement solaire direct à Furnace Creek peut atteindre les 93,9°C en été, ce qui en fait le record mondial de chaleur au sol. Une telle chaleur permet d'apercevoir des mirages et des sortes de « vagues » au-dessus du sol. Il est impossible de marcher sans chaussures adaptées sur le sol brûlant.
En plus d'avoir de hautes températures, le climat de Furnace Creek est très aride, comme dans le reste de la Vallée de la Mort ; il pleut rarement dans l'année. En 1953, il ne tomba que 2 mm, et en 1929, pas une goutte. L'hygrométrie ambiante (humidité de l'air) est également très faible.
| Mois                                  | jan.             | fév.            | mars            | avril            | mai            | juin            | jui.                 | août              | sep.              | oct.             | nov.             | déc.            | année                |
| ------------------------------------- | ---------------- | --------------- | --------------- | ---------------- | -------------- | --------------- | -------------------- | ----------------- | ----------------- | ---------------- | ---------------- | --------------- | -------------------- |
| Température minimale moyenne (°C)     | 3,9              | 7,8             | 11,6            | 16,6             | 21,6           | 26,6            | 31,1                 | 29,4              | 23,9              | 16,6             | 8,9              | 3,9             | 16,6                 |
| Température maximale moyenne (°C)     | 18,3             | 22,2            | 26,6            | 32,2             | 37,2           | 42,8            | 46,1                 | 45                | 41,1              | 33,3             | 24,4             | 18,3            | 32,2                 |
| Record de froid (°C) date du record   | −9,4 8 jan. 1913 | −4 13 fév. 1933 | −1 4 mars 1989  | 2 6 avril 1921   | 6 7 mai 1930   | 10 2 juin 1923  | 11 1er juill. 1927   | 18 27 août 1972   | 5 22 sept. 1924   | 0 13 oct. 1924   | −4 27 nov. 1921  | −7 27 déc. 1924 | −9,4 8 jan. 1913     |
| Record de chaleur (°C) date du record | 32 25 jan. 2015  | 36 28 fév. 1986 | 39 31 mars 2015 | 44 22 avril 2012 | 50 29 mai 2000 | 54 30 juin 2013 | 56,7 10 juillet 1913 | 54,4 16 août 2020 | 51,7 6 sept. 2022 | 45 1er oct. 2012 | 36 1er nov. 1966 | 31 3 déc. 1949  | 56,7 10 juillet 1913 |
| Précipitations (mm)                   | 7                | 9               | 6               | 3                | 2              | 1               | 3                    | 3                 | 4                 | 3                | 5                | 5               | 51                   |

| Diagramme climatique                                  |          |           |           |           |           |           |         |           |           |          |          |
| J                                                     | F        | M         | A         | M         | J         | J         | A       | S         | O         | N        | D        |
| 18,33,97                                              | 22,27,89 | 26,611,66 | 32,216,63 | 37,221,62 | 42,826,61 | 46,131,13 | 4529,43 | 41,123,94 | 33,316,63 | 24,48,95 | 18,33,95 |
| Moyennes : • Temp. maxi et mini °C • Précipitation mm |          |           |           |           |           |           |         |           |           |          |          |

## Tourisme

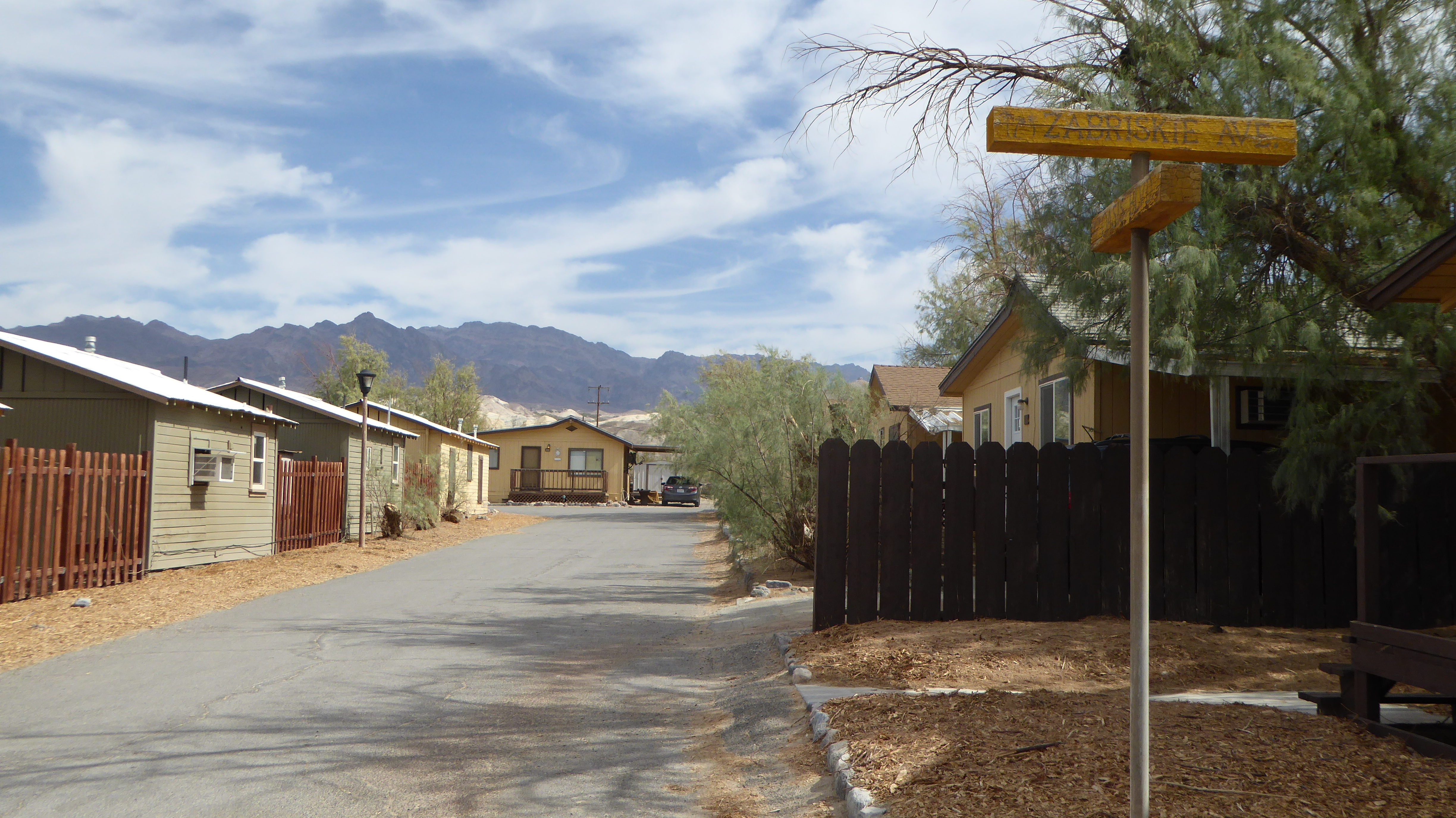
Furnace Creek Resort

Furnace Creek est situé dans le Parc national de la vallée de la Mort, au sein du désert des Mojaves. Il est possible de faire un séjour pour visiter le parc et la ville. La commune compte deux hôtels pour héberger les touristes, notamment le Furnace Creek Resort.
On y trouve un musée traitant de l'histoire de l'exploitation du borax, le Borax Museum.